# Conselho Mundial de Cooperativas de Crédito
O Conselho Mundial de Cooperativas de Crédito (WOCCU) é uma associação comercial internacional e agência de desenvolvimento para cooperativas de crédito com sede em Madison, Wisconsin. WOCCU visa melhorar vidas por meio de cooperativas de crédito e outras cooperativas financeiras por meio de advocacia, desenvolvimento e educação. As associações membros da WOCCU respondem por mais de 86.450 cooperativas de crédito em 118 países com mais de 375 milhões de membros em todo o mundo.

## História
A WOCCU foi constituída em 10 de novembro de 1970 e iniciou suas operações oficialmente em 1 de janeiro de 1971. A WOCCU trabalhou com a Agência dos Estados Unidos para o Desenvolvimento Internacional (USAID) e o Mecanismo de Apoio ao Investimento de Microfinanças para o Afeganistão (MISFA) para construir cooperativas islâmicas de investimento e financiamento no Afeganistão. Em 2006, a WOCCU recebeu uma doação de US$ 6,7 milhões da Fundação Gates para desenvolver cooperativas de crédito na África e na América Latina.